# Friedrich von Maltzahn (Politiker)
Carl Friedrich Albrecht Freiherr von Maltzahn, mitunter fälschlich Friedrich von Maltzan und mit Besitznamen Friedrich von Maltzahn-Lenschow (* 26. März 1807 in Herzberg; † 21. Oktober 1888 in Gützkow (Mecklenburg), heute Ortsteil von Röckwitz) war ein mecklenburgischer Gutsbesitzer und Politiker.

## Leben

### Herkunft
Friedrich von Maltzahn (Nr. 1140 der Geschlechtszählung) entstammte dem Zweig Lenschow seiner weitverzweigten Familie. Er war ein Sohn und jüngstes von sechs Kindern des preußischen Geheimen Rats und Oberhofmarschalls, sowie Erbherrn auf Duchow, Herzberg und Lenschow, Freiherrn Burchard Friedrich von Maltzahn (#962; 1773–1837) und dessen erster Frau Luise (Juliane Friederike), geb. von Schilden (1778–1807).
Burchard Friedrich von Maltzahn erwarb 1802 die Besitzungen Herzberg und Lenschow von Friedrich Wilhelm Ulrich von Plessen.

### Ausbildung und Beruf
Friedrich von Maltzahn erhielt seinen ersten Unterricht im Elternhaus, wechselte dann nach Schulpforta, um anschließend die Gymnasien in Berlin und Merseburg zu durchlaufen. Er studierte nach abgelegter Reifeprüfung zuerst Jura in Berlin, dann Forstwissenschaften in Eberswalde.

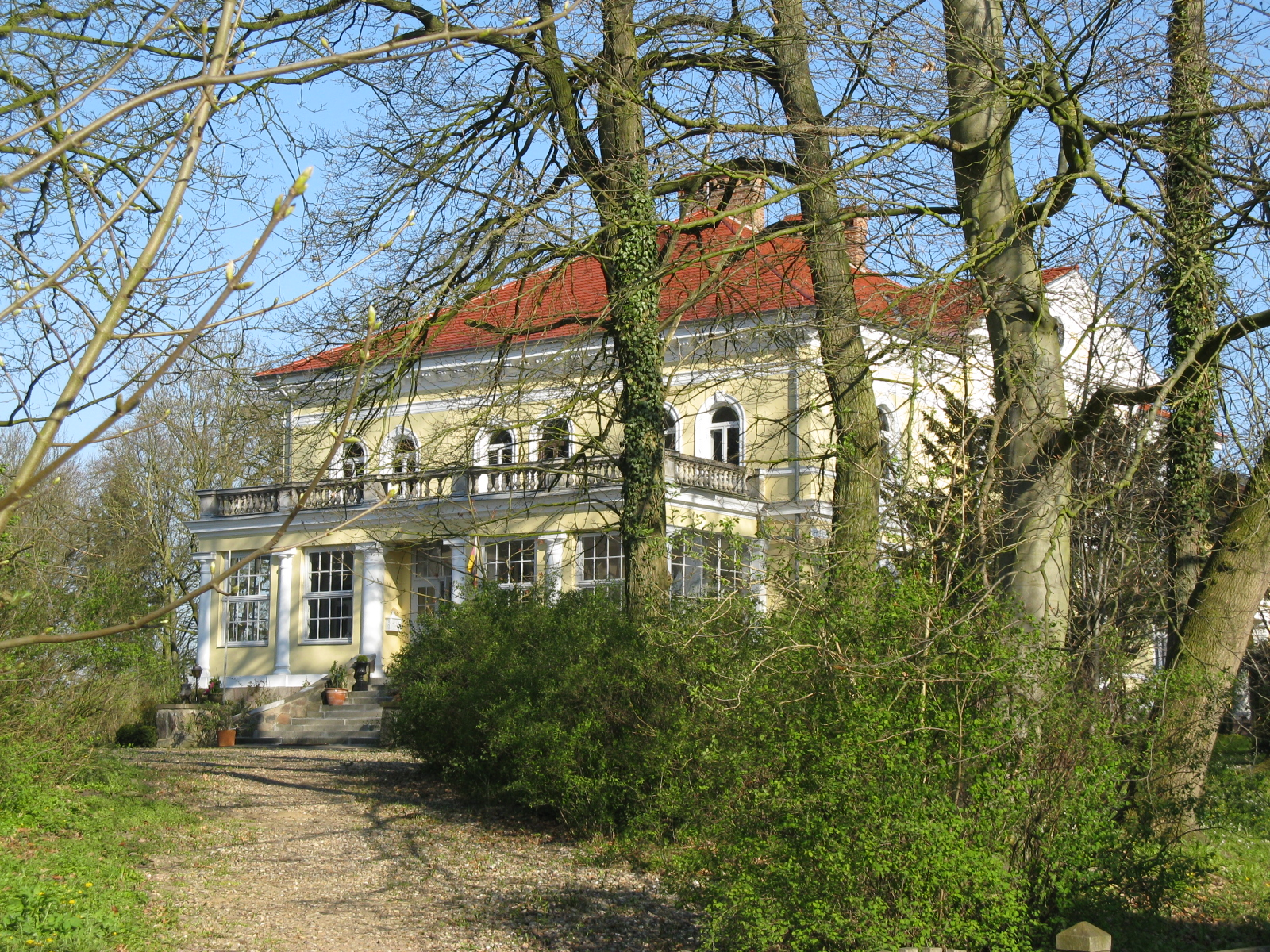
Gutshaus Herzberg

1836 übernahm er vom Vater das Gut Lenschow, was sein Wohngut wurde, nach dem Tod des Vaters auch das Gut Herzberg. Seine Frau trug ihm zudem durch Erbschaft das alte maltzahnsche Gut Schossow zu, das er jedoch wegen erheblicher darauf lastenden Schulden 1843 weiter veräußerte. 1856 verkaufte er auch Herzberg.
Als Abgeordneter gehörte er 1848 der Mecklenburgischen Abgeordnetenversammlung für den Wahlbezirk Mecklenburg-Schwerin 44 / Benthen an. Hier schloss er sich der konservativen Fraktion der Rechten an und wurde Mitglied im Schulausschuss. Am 12. April 1849 erfolgte sein Rücktritt von dem Mandat.

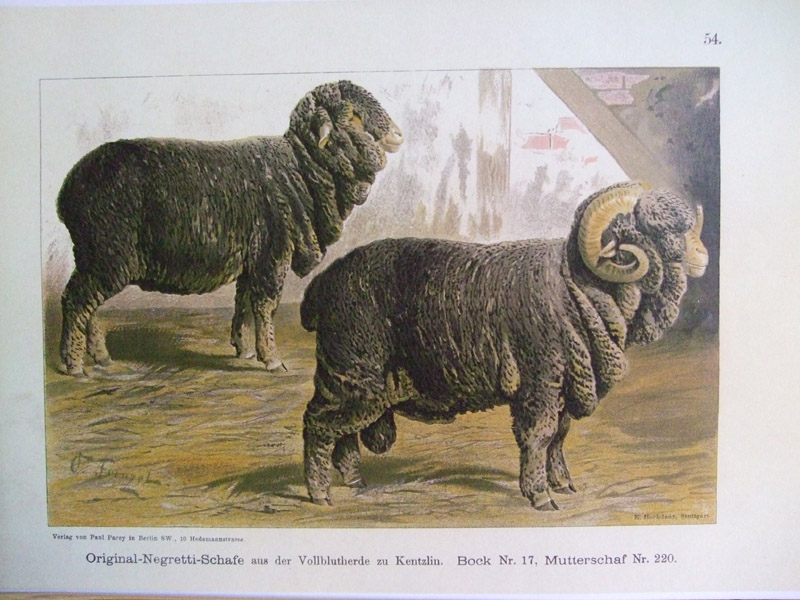
Oskar Frenzel: Negretti-Schafe aus der Zucht auf Gut Kentzlin im Kreis Demmin

In Lenschow zog Maltzahn eine Schafzucht hoch, die international Beachtung fand und ihm weitläufige Geschäftsbeziehungen rund um den Globus einbrachte. Für die Wolle aus seiner Negretti-Stammherde erhielt Maltzahn auf der Weltausstellung Paris 1855 eine Goldmedaille. Nachdem das Merinofleischschaf zunehmend an Bedeutung gewann und der Preis für Wolle sank, rechnete sich die Haltung für Maltzahn nicht mehr. Der Versuch, ein Gestüt aufzumachen, wurde durch eine Rotzepidemie zunichtegemacht. Schließlich musste er Lenschow veräußern, ging jedoch noch vorher 1873 in Konkurs. 1871 verkaufte er das Gut Lenschow an Wilhelm Vollrath August von Treuenfels.
Friedrich von Maltzahn wurde 1865 Ehrenritter des für den evangelischen Landadel so traditionsreichen Johanniterorden.
Er verbrachte seinen Lebensabend zunächst bei seinem Sohn auf dessen Fideikommiss Gützkow, der aus mütterlichem Erbe an ihn kam, und wurde in der Familienkapelle auf dem Kirchhof in Röckwitz beigesetzt.

### Familie
Maltzahn vermählte sich 1836 mit Gräfin (Friederike Wilhelmine Elisabeth) Amalie, geb. von Moltke (1817–1902), Erbin der Güter Gützkow (Mecklenburg) und Röckwitz.
In der Ehe wurden auf Lenschow fünf Kinder geboren:
1. Anna (Luise Marie Charlotte) Freiin von Maltzahn (#1142; 1838–1902), ⚭ 1862 Reinhold von Wickede (1838–1905), großherzoglich mecklenburgischer Leutnant
2. Friedrich (Ernst August Hellmuth) Freiherr von Maltzahn (#1143; 1839–1920), Fideikommissherr auf Gützkow, ⚭I 1865 Luise, geb. Freiin von Bethmann (1844–1870), ⚭II 1879 Luise, geb. Ladenburg (1843–1925), einer Tochter von Leopold Ladenburg
3. Mathilde (Helene Elisabeth Auguste) Freiin von Maltzahn (#705; 1841–1899), ⚭ 1874 Friedrich von Maltzahn Freiherr zu Wartenberg und Penzlin (#699; 1838–1914), königlich preußischer Generalleutnant und großherzoglich mecklenburg-strelitzscher Oberhofmarschall
4. Karl (Axel Ludwig Julius) Freiherr von Maltzahn (#1144; 1849–1926), großherzoglich mecklenburgischer Rittmeister, Träger des mecklenburgischen Verdienstordens 1. Klasse und des Eisernen Kreuzes 1. Klasse, sowie Herr auf Blücherhof, ⚭I 1879 Anna, geb. von Plessen a.d.H. Reez (1856–1895), ⚭II 1902 Alice Petitjean (1883–1973)
5. Bodo (Hans Friedrich Thilo) Freiherr von Maltzahn (#1145, 1859–1920), großherzoglich mecklenburgischer Rittmeister, ⚭ 1886 Armgard, geb. von Frisch (1865–1907)